# 강호대결 중화대반점
《강호대결 중화대반점》은 2015년부터 2016년까지 SBS Plus에서 방송된 중식 셰프 경연 프로그램이다. 이연복 셰프가 4승을 올리며 최종 우승을 차지했다.